# Amt Leezen
Amt Leezen er et amt i det nordlige Tyskland, beliggende i den sydøstlige del af Kreis Segeberg. Kreis Segeberg ligger i den sydøstlige del af delstaten Slesvig-Holsten. Amtets administration er beliggende i byen Leezen.

## Kommuner i amtet
1. Bark
2. Bebensee
3. Fredesdorf
4. Groß Niendorf
5. Högersdorf
6. Kükels
7. Leezen
8. Mözen
9. Neversdorf
10. Schwissel
11. Todesfelde
12. Wittenborn

Det kommunefrie område Buchholz (Forstgutsbezirk) hører også under amtet.

## Historie
Det nuværende Amt Leezen blev dannet 1. januar 1968 ved en frivillig sammenlægning af de daværende amter Leezen og Wittenborn (på nær Hartenholm).

## Eksterne kilder og henvisninger
1. ↑  "Kommunesammenlægning"

- Amt Leezen